# クビライ (バルラス部)
クビライ（Qubilai、生没年不詳）は、モンゴル帝国初期の将軍で、四狗と呼ばれるチンギス・カンの功臣のひとり。漢字表記は忽必来、虎必来など。貴人を意味する「ノヤン」の称号を付してクビライ・ノヤンとも呼ばれる。のちのモンゴル帝国の第5代皇帝（カアン）で大元ウルスの世祖となったクビライとは同名異人。

## 概要
バルラス部の人で、チンギス・カンが盟友のジャムカと決別した後に弟のクドスと共にその幕下に投じ来たり、僚友（ノコル）に加わった。チンギス・カンの創業を描く歴史物語『元朝秘史』は、クビライが人並み外れた腕力を持ち、勇猛であったと伝える。
チンギス・カンのモンゴル高原統一に至る諸戦では常に先鋒に立って戦い、「四匹の狗」のひとりとして勇名を馳せた。特に1204年に行われたナイマン部のタヤン・カンとの決戦ではジェベ、ジェルメ、スブタイとともに先鋒を務めて戦功をあげた。
1206年のチンギス・カン第二次即位時の功臣表では第8位に数えられ、弟のクドスとともに千人隊長（ミンガン）に任ぜられた。モンゴル帝国を構成する95個の千人隊（千戸）遊牧民集団のひとつを領する貴族となった。また、チンギス・カンによって抜群の功績を賞せられて軍務を統括する役割を与えられたとされる。チンギス・カンの中央アジア攻略ではチンギス・カンの遠征に先立って北部のカルルク部族を討ち、オアシス都市群を服属させる戦功をあげた。
のち、チンギス・カンが高齢になってから設けた庶子のコルゲンの王傅に任ぜられ、チャカアン・コアの息子のトグリルらとともにコルゲンに分封された四千戸（4個千人隊）のうちの千人隊長となった。クビライの子孫は、大元ウルスのテムルに仕えた。